# Salomon Moos
Salomon Moos, född 15 juli 1831 i Randegg, Baden, död 15 juli 1895, var en tysk öronläkare. 
Moos blev 1866 professor i Heidelberg och var en av den moderna öronläkekonstens grundläggare. Hans på patologisk-anatomiska undersökningar baserade arbeten bidrog i hög grad att ge den moderna öronläkekonsten en vetenskaplig prägel. Tillsammans med Hermann Jakob Knapp  uppsatte han 1869 tidskriften "Zeitschrift für Augen- und Ohrenheilkunde" (från 1879 "Zeitschrift für Ohrenheilkunde"); i denna samt i Rudolf Virchows "Archiv" är de flesta av Moos arbeten publicerade.